# Андонис Влахакис
Андониос или Андонис Влахакис (на гръцки: Αντώνης Βλαχάκης), е капитан на Гръцката въоръжена пропаганда в Македония в началото на XX век.

## Биография
Влахакис е роден през 1874 година в село Паница в областта Мани, Пелопонес. Служи в армията и като сержант от артилерията взима участие в Гръцко-турската война в 1897 година и е ранен в сражението при Фарсал, за което е награден със сребърен кръст.
През септември 1905 година се уволнява от армията като лейтенант под претекст, че ще учи във Франция, но формира чета от 48 души, с която заминава за Македония, за да се включи в борбата на гръцкия комитет срещу ВМОРО. Действа в района на Костенарията под псевдонима капитан Лицас. Влиза в сражение с Митре Влаха при село Старичани.
На 20 декември/2 януари 1905/06 четата на капитан Лицас заедно с тази на капитан Лукас и Константинос Пулос (Платанос) нападат село Езерец, като изгарят две къщи и убиват няколко души от селската милиция. На 1/14 януари съединените чети на Лицас и Лукас отново нападат Езерец, но андартите са отблъснати от четата на Митре Влаха и селската милиция, като дават осем убити и един ранен.
Влахакис се връща в Атина за преорганизиране на четата си и след един месец през април 1906 година се връща в Македония, начело на 85 души.
На 7 май 1906 голяма андартска чета, начело с Андонис Влахакис и подпоручик Леонидас Петропулакис, напада село Осничани от Жиковищкия манастир. В селото присъстват двама членове на районната чета на ВМОРО Нумо Кировски и Колю Бараков, които ръководят отбраната на селската милиция, в която се сражава и Тана Кировска. В няколкочасовото сражение са убити командирите на андартската чета Влахакис и Петропулакис. След пристигането на османска войска андартите се оттеглят. Според гръцки сведения андартските загуби са 15 убити и 11 ранени.
Германос Каравангелис казва за него: 
| „ | Друг мъжествен офицер, от по-мъжествените от Македонската борба, беше Лицас (истинското му име мисля е Влахакис). Той влезе в Костенарията с периферия, която се намира западно от Бистрица. Българските комитаджии заеха защитна позиция в една каменна къща и започнаха оттам битката. За съжаление, Лицас отиде сам да сложи една бомба на къщата и там го убиха него, Петропулакис и над десет мъже от неговата чета. Петропулакис беше студент по право и произхождаше от аристократично семейство на Пелопонес. Лицас, неговите мъже и Петропулакис ги погребаха във Винтилуст и аз самият извърших панихидата на гроба им. | “ |